# Mauna sematurga
Mauna sematurga är en fjärilsart som beskrevs av Louis Beethoven Prout 1938. Mauna sematurga ingår i släktet Mauna och familjen mätare. Inga underarter finns listade i Catalogue of Life.